# Pino Torinese

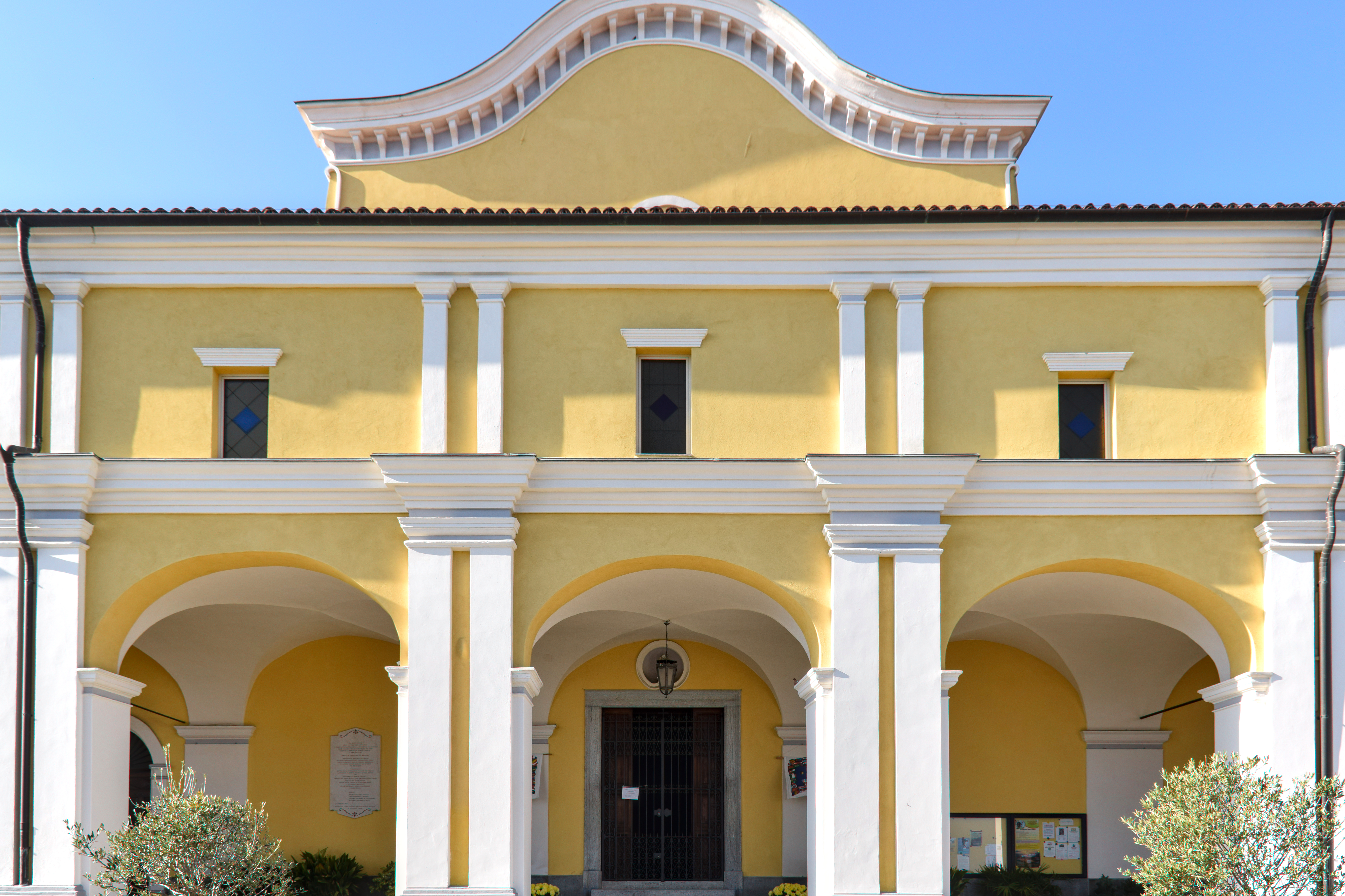
Facciata della Parrocchiale

Pino Torinese (Ël Pin in piemontese) è un comune italiano di 8 351 abitanti della città metropolitana di Torino in Piemonte.

## Geografia fisica
Il comune di Pino Torinese si trova su una collina tra i 500 e i 630 m s.l.m. tra i comuni di Torino e Chieri. Domina le valli di Mongreno e Reaglie verso il fiume Po e le valli di Castelvecchio, Maiolo, San Michele, Balbiana, Miglioretti, Ceppi e San Nazario, situate verso Chieri.
Il comune, soprannominato il "paese delle stelle", sorge esattamente tra il colle di Montosolo e un colle denominato "della Torre rotonda", sede dell'osservatorio astronomico, sul quale anticamente si ergeva un castello medievale, del quale sono rimasti alcuni resti di una torre.
Il territorio del comune è piuttosto povero d'acqua in superficie, tranne per alcuni torrenti stagionali, tra i quali va citato il Tepice. 
Differente il sottosuolo, ricco di falde acquifere a quote relativamente basse. 
L'approvvigionamento idrico per il comune è sempre stato un problema, risolto solo nel 1954 con la costruzione di un acquedotto riservato alla collina. Dal 1991 parte del territorio boschivo del comune è stato inserito nel Parco naturale della Collina di Superga.

## Storia

### Gli albori
Già in epoca romana gli abitanti di Chieri, che allora si chiamava Carrea Potentia, edificarono un acquedotto per rifornire la città, del quale ci sono giunti pochissimi reperti.
Grazie al ritrovamento di alcune lapidi funebri, si è ipotizzato che, tra il III ed il IV secolo d.C., una Gens Pollia abbia abbandonato il territorio di Chieri per stabilirsi a Pino, fondando quello che sarebbe stato il più antico nucleo cittadino, Mons Surdus, dal quale sarebbe poi derivato Montesordo, poi Montesolo.
Il crollo dell'impero romano spinse gli abitanti della zona ad abbandonarla e nel luogo di Pino Torinese non si trovano testimonianze fino al IX secolo, quando Ottone III impose il dominio del vescovo di Torino su tutta la zona del Chierese. Si fa riferimento alla presenza a Montosolo di una cappella dedicata a San Silvestro curata dai monaci di Nonantola (996).
Nel 1034 i monaci lasciarono Montosolo cedendo la proprietà ai conti di Biandrate, i quali a loro volta la vendettero al monastero di Cavour. Nel 1091 la morte della contessa Adelaide di Susa creò una situazione difficile, per cui il vescovo di Torino ne approfittò per proclamare il sito signoria vescovile, anche perché il luogo era divenuto di importanza strategica, essendo situato tra Torino e Chieri.
Al posto della cappella di Nonantola, ormai in rovina, venne costruita la cappella di San Giorgio al Pinallo, sotto la protezione di Santa Maria di Chieri.

### Il Medioevo
Il 24 agosto 1168 venne stipulato tra il Vescovo di Torino e i chieresi, già da un po' di tempo costituitisi comunità indipendente, un accordo che definiva il controllo ed il dominio della casaforte di Montosolo e di tutti i beni collegati (Moncairasso e Pinariano) e stabiliva la possibilità per i chieresi di affittare un edificio adibito a residenza consolare; inoltre si consentiva il diritto di prelazione a favore di Chieri, in caso di vendita dell'edificio.
Tra il 1170 ed il 1183 venne costruita un'ulteriore struttura fortificata, la Torre Rotonda, alcune rovine della quale si possono trovare presso l'attuale Osservatorio Astronomico.
Il 21 luglio 1193 i Chieresi entrarono in guerra con Torino, poiché il vescovo aveva concesso ai Torinesi il possesso del castello di Montosolo; la guerrà durò fino al 10 febbraio 1200 quando, grazie alla mediazione di Vercelli e Asti, venne firmato un trattato di pace nel quale si stabiliva che il castello tornava al vescovo, mentre i terreni circostanti restavano ai chieresi.
Tommaso II di Savoia, compresa l'importanza strategica del borgo, acquistò il castello e, tra il 1249 e il 1250, ampliò la casaforte. Il castello venne comunque nuovamente ceduto due anni più tardi al vescovo che, in accordo con i Chieresi, nominò castellano Pietro Visconti, signore di Baldissero.
Pur diminuendo l'importanza del castello, attorno ad esso iniziò ad ampliarsi il paese, prima chiamato Pinariano, poi Pinallo. Il toponimo Pino comparve solo verso la metà del XV secolo.
Nel 1440 sulle rovine della vecchia cappella venne costruita una piccola chiesa, Santa Maria del Pino, affidata, dopo un lungo contenzioso, ai Padri Carmelitani di Moncalieri, i quali nei primi anni del Cinquecento edificarono un convento.
Nel 1584, durante una visita pastorale del Vescovo di Torino, si posero le basi, concretatesi l'anno successivo, per definire Santa Maria del Pino parrocchia autonoma. Tra il 1653 ed il 1660 venne costruita una nuova chiesa, dedicata alla Madonna del Carmelo e a Sant'Andrea Corsini, patrono del paese, fatto santo in quel periodo.
Si ipotizza che la chiesa sia stata edificata dal padre Andrea Costaguta, famoso architetto, autore anche dell'Annunziata di Chieri e di altri pregevoli edifici.
All'inizio del XVII secolo, Pino Torinese, così come molti comuni limitrofi, si trovò a sostenere eventi durissimi, culminati con la peste del 1629 e le ripetute guerre contro i francesi.
La successiva pace pose i presupposti per un rapido sviluppo del luogo e il 12 gennaio 1694 Vittorio Amedeo II conferiva a Pino e a Baldissero Torinese l'autonomia amministrativa, distaccandoli da Chieri. Pino e Mongreno vennero poi concessi in feudo al conte Benso, che si dimostrò cattivo amministratore. Nel 1697 il conte, coinvolto in uno scandalo a corte, fu arrestato, privato dei suoi beni e bandito dallo stato.

### Il dominio dei Savoia
Gli abitanti di Pino firmarono nel 1699 un atto con il quale sottoscrivevano (con 10 firme e 119 croci) il passaggio del paese sotto la dominazione dei Savoia.
Nel 1718 venne costruita la prima casa comunale vicino alla località Tavernette. Nello stesso anno venne effettuata una ristrutturazione della chiesa di Santa Maria. Nel 1777 Pino ricevette la visita pastorale di Monsignor Francesco Lucerna Rorengo di Rorà, durante la quale venne consacrata la chiesa parrocchiale e deposte delle reliquie sull'altare maggiore di San Teodoro e San Felice.
I moti giacobini coinvolsero anche Pino Torinese. Il 16 dicembre 1798 venne eretto sul piazzale della parrocchia l'Albero della Libertà. Durante la dominazione napoleonica qui, come in molti altri comuni piemontesi, vennero confiscati i beni dei Carmelitani.

### La Restaurazione
Con la Restaurazione venne rinnovata l'amministrazione comunale e si iniziò la costruzione di opere pubbliche di rilievo: nel 1823 venne terminata la nuova strada Torino-Chieri, mentre nel 1849 venne ristrutturata e ampliata la casa comunale. Nel 1856 venne demolita e ricostruita la cappella seicentesca di Valle Ceppi.

### Tempi moderni
Grazie alla volontà del professor Giovanni Boccardi, tra il 1907 ed il 1912 fu effettuato il trasferimento dell'Osservatorio Astronomico dal tetto di Palazzo Madama alla collina chiamata Bric, della Torre Rotonda.
Durante la seconda guerra mondiale Pino Torinese fu utilizzata come punto di difesa antiaerea; il paese venne liberato dai partigiani il 20 aprile 1945. Nel 1954 venne costruito l'acquedotto per sopperire alla penuria d'acqua che aveva fino ad allora caratterizzato la zona.

## Monumenti e luoghi d'interesse

### Architetture religiose
Al centro del paese sorgono la parrocchiale della Madonna del Carmelo e la chiesa di Sant'Andrea Corsini. Con il tempo hanno subito numerosi restauri, ma rimangono comunque i simboli del borgo, che dominano dall'alto della collina.
La parrocchiale ha una facciata composta da un portico a cinque arcate che non appartiene all'originale progetto risalente al Seicento. L'interno si presenta con una navata unica con volta a botte e otto cappelle laterali; il presbiterio poligonale, posto a sinistra della chiesa, consente l'accesso al chiostro, mentre il coro è l'unica testimonianza della precedente chiesetta quattrocentesca.
Nella parrocchiale è presente un quadro raffigurante Sant'Andrea e la Madonna del Carmelo, dipinto dal Caravoglia nel 1659. Il quadro si inserisce nel contesto di una balaustra in marmo e dell'altare maggiore, costruiti dall'architetto Edoardo Mella.
Nel 1880 il convento dei Carmelitani venne affidato alla custodia delle Suore di San Giuseppe Benedetto Cottolengo.
Degno di nota è il pilone votivo presente in Strada Centro Croci, non tanto per la sua importanza architettonica, quanto per la leggenda ad esso legata. La leggenda narra di un brigante che per ogni passante derubato segnava una croce al pilone, da cui il nome Cento Croci.

### Architetture civili

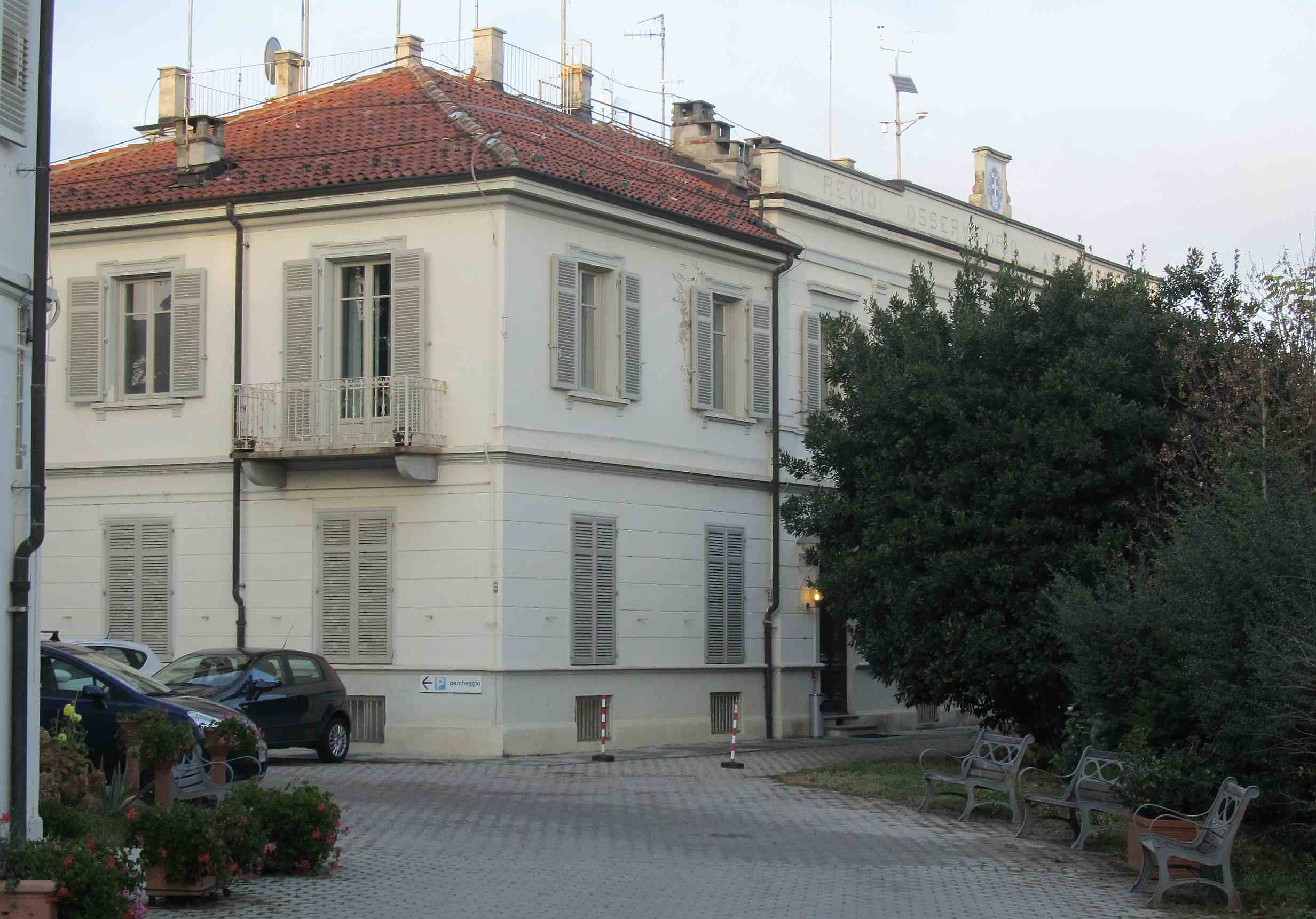
Uno degli storici edifici dell'osservatorio

Il Castelvecchio è un importante edificio, eretto alla fine del XVII secolo, che si trova sulla strada per Cambiano. È una costruzione solida e quadrata adornata da un cornicione sostenuto da mensole con gli angoli dotati di belfredi o guardiole.
 Non si conosce esattamente l'origine del nome: alcuni affermano che deriva dal fatto che è stato costruito sui resti di un "vecchio" castello più antico, altri invece affermano che deriva dalla famiglia chierese dei Veglio (in piemontese "Vej").
Al piano terra è presente una sala progettata nel 1885 dall'architetto Eugenio Olivero con uno stile molto simile alle sale costruite nel Borgo medioevale di Torino. Nella sala vi sono alcuni affreschi piuttosto originali e risalenti ai primi del Settecento raffiguranti una Deposizione di Cristo dalla croce, i Filosofi di Socrate, Democrito ed Eraclito ed il Trionfo di Diana. Il castello è collegato mediante un passaggio coperto ai corretti della cappella, che si affaccia sulla via San Felice, adorna di pitture barocche.
Pino Torinese è ricco di edifici realizzati tra il Seicento ed il Settecento: Villa Balbiana, la Commenda di San'Antonio e numerose cappelle, tra cui la chiesetta del Poggio o del Podio.
Sulla collina Bric Torre Rotonda, a 620 metri sul livello del mare, si trova l'Osservatorio astronomico di Torino.

### Musei
- Planetario di Torino, Museo dell'Astronomia e dello Spazio

## Economia
Da diversi decenni Pino gode di un continuo sviluppo. È un luogo ricercato per la sua vicinanza alla città di Torino da chi vuole vivere nel verde senza allontanarsene troppo. Infatti negli ultimi anni ha subito una profonda trasformazione: da "località per villeggiatura" è divenuto "centro residenziale" riservato ai benestanti torinesi. Con un reddito medio dichiarato di 34950 € per abitante nel 2021, Pino Torinese risultava il comune piemontese più benestante oltre a comparire nella top 10 nazionale per media dichiarazioni pro capite.
La collina di Pino è stata sempre ricca di colture e soprattutto di vigneti. Ha ospitato dagli anni settanta fino al 2016 la sede direzionale della Ferrero.

## Cultura

### Istruzione

#### Biblioteche
- Biblioteca internazionale di architettura, fondata nel 1972[5]
- Biblioteca comunale "Angelo Caselle", associata al sistema bibliotecario dell'area metropolitana torinese. Collabora con la scuola superiore locale, associazioni del luogo per organizzare eventi ed è associata al progetto Nati per Leggere[6].

#### Ricerca
- Osservatorio Astrofisico di Torino.[7][8]

## Eventi e manifestazioni

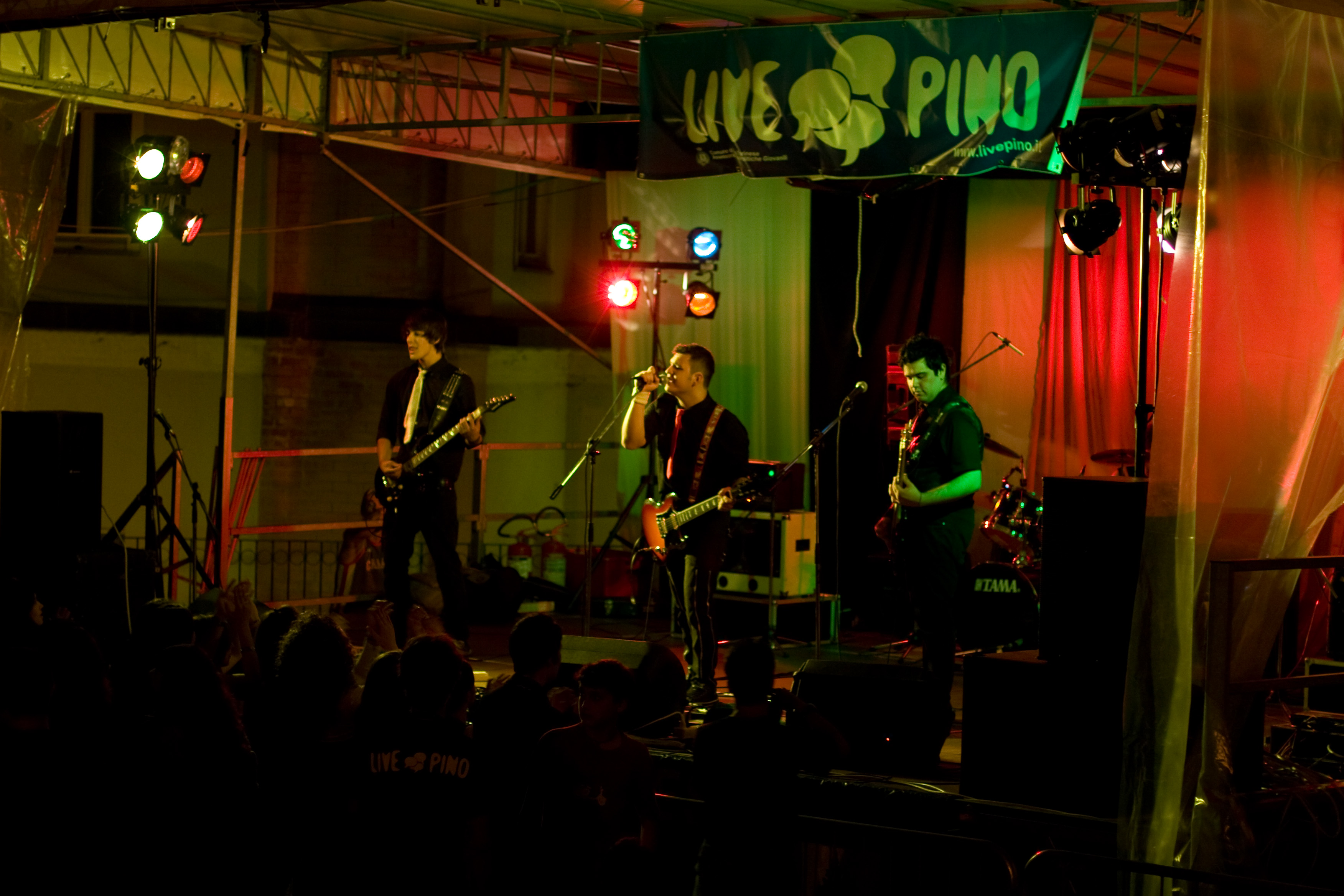
Rock the Pine 2008

Molti sono gli eventi che si tengono con regolarità nel comune di Pino Torinese. Tra i più importanti, in quanto di carattere non locale, figurano:
Pino Classica - Stagione di Musica Classica patrocinata dal Comune di Pino Torinese in collaborazione con l'Associazione Mozart Torino.
Pino Jazz Fest - Un festival jazz che si svolge a giugno e che ha visto la partecipazione di artisti del panorama jazz quali Stefano Bollani, Paolo Fresu, Gianmaria Testa, Andy Sheppard e Gianluca Petrella.
A Pino si tiene inoltre il Concorso nazionale di musica rock per formazioni giovanili emergenti (giugno)
La festa più importante per il borgo si celebra invece il 4 febbraio ed è dedicata al patrono del paese, Sant'Andrea Corsini. Inoltre il 16 luglio si festeggia la Madonna del Carmine.

## Società

### Evoluzione demografica
Il comune ha raddoppiato la popolazione residente nel decennio dal 1961 al 1971.
Abitanti censiti

### Etnie e minoranze straniere
Al 31 dicembre 2023 la popolazione straniera è di 560 persone, pari al 6,47% della popolazione.

## Amministrazione

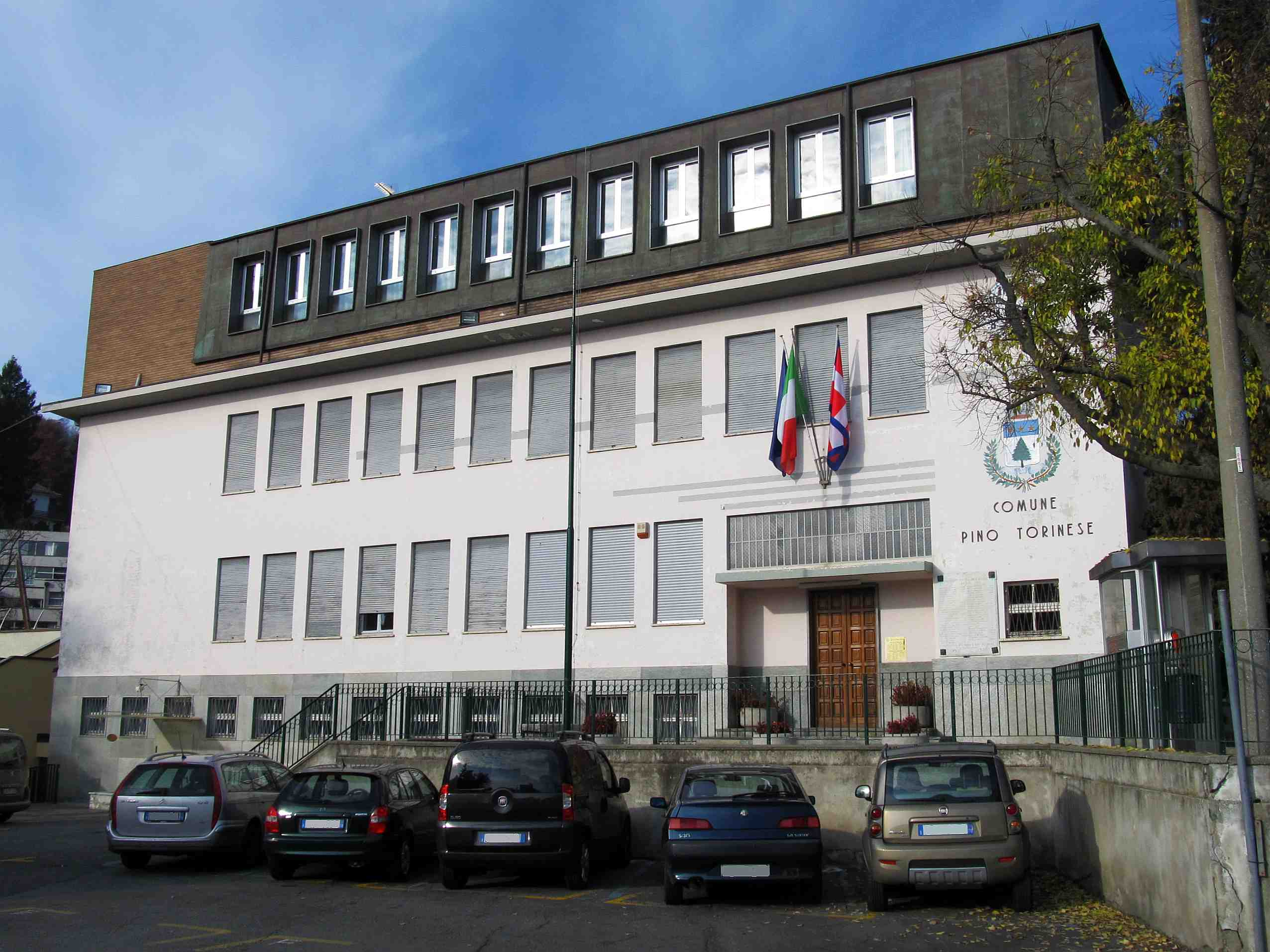
Il municipio

Di seguito è presentata una tabella relativa alle amministrazioni che si sono succedute in questo comune.
| Periodo         | Periodo        | Primo cittadino  | Partito                                    | Carica  | Note   |
| --------------- | -------------- | ---------------- | ------------------------------------------ | ------- | ------ |
| 9 dicembre 1987 | 5 giugno 1993  | Aurelio Sabbia   | Democrazia Cristiana                       | Sindaco | [ 13 ] |
| 10 luglio 1993  | 28 aprile 1997 | Marco Ferrero    | Partito Repubblicano Italiano              | Sindaco | [ 13 ] |
| 28 aprile 1997  | 14 maggio 2001 | Antonio Pecorari | centro-destra                              | Sindaco | [ 13 ] |
| 14 maggio 2001  | 30 maggio 2006 | Antonio Pecorari | centro-destra                              | Sindaco | [ 13 ] |
| 30 maggio 2006  | 16 maggio 2011 | Andrea Biglia    | L'Ulivo                                    | Sindaco | [ 13 ] |
| 16 maggio 2011  | 5 giugno 2016  | Andrea Biglia    | lista civica Ulivo e indipendenti          | Sindaco | [ 13 ] |
| 5 giugno 2016   | 4 ottobre 2021 | Alessandra Tosi  | lista civica Ulivo e indipendenti per Pino | Sindaco | [ 13 ] |
| 4 ottobre 2021  | in carica      | Alessandra Tosi  | lista civica Ulivo e indipendenti per Pino | Sindaco | [ 13 ] |